# Lundsjön, Jämtland
Lundsjön är en sjö i Krokoms kommun och Östersunds kommun i Jämtland och ingår i Indalsälvens huvudavrinningsområde. Sjön har en area på 0,629 kvadratkilometer och ligger 387,1 meter över havet. Sjön avvattnas av vattendraget Kvarnbäcken.

## Delavrinningsområde
Lundsjön ingår i det delavrinningsområde (704481-143611) som SMHI kallar för Ovan None. Medelhöjden är 385 meter över havet och ytan är 19,49 kvadratkilometer. Det finns inga avrinningsområden uppströms utan avrinningsområdet är högsta punkten. Kvarnbäcken som avvattnar avrinningsområdet har biflödesordning 3, vilket innebär att vattnet flödar genom totalt 3 vattendrag innan det når havet efter 226 kilometer. Avrinningsområdet består mestadels av skog (72 procent). Avrinningsområdet har 0,63 kvadratkilometer vattenytor vilket ger det en sjöprocent på 3,2 procent.